# Melochia tomentella
Melochia tomentella là một loài thực vật có hoa trong họ Cẩm quỳ. Loài này được (C. Presl) Hemsl. mô tả khoa học đầu tiên năm 1879.